# كيليان كيلر
كيليان كيلر (بالألمانية: Kilian Keller)‏ هو لاعب هوكي الجليد ألماني، ولد في 15 مارس 1993 في فوسن في ألمانيا.

## وصلات خارجية
- كيليان كيلر على موقع EliteProspects.com (الإنجليزية)
- كيليان كيلر على موقع HockeyDB.com (الإنجليزية)